# Троян (хребет)
Хребет Троян (англ. Trojan Range, 64°38′0″ пд. ш. 63°27′0″ зх. д. / 64.63333° пд. ш. 63.45000° зх. д.) — гірський масив, що знаходиться на найбільшому острові архіпелагу Палмера — Антверпен, біля північно-західного узбережжя Антарктичного півострова.

## Географія
Хребет знаходиться в південно-східній частині острова Антверпен. Простягається на північ від гори Франсуа в Архіпелазі Палмера Британської Антарктичної території. Найвища точка хребта Троян — гора Франсе, висота якої 2760 м над рівнем моря, за цим показником займає 31-ше місце у світі.
Хребет був обстежений у 1955 році. Названий Комітетом з питань антарктичних назв Великої Британії на честь троянців, воїнів міста Трої, героїв епічної поеми Гомера «Іліада».

## Історія
Відкриття ланцюга гір Хребет Троян відносять до відкриттів Джона Біско у 1832 році. Найвищу гору «Франсе» було відкрито у 1898 році членами Бельгійської антарктичної експедиції під командуванням Адрієна де Жерлаша. Експедиція обстежувала південно-східне узбережжя острова Антверпен. Наступне дослідження проводили члени Французької антарктичної експедиції 1903—1905 років, під командуванням французького полярного дослідника Жана-Батиста Шарко.
Вперше гора Франсе була підкорена 7 грудня 1955 року членами експедиції з вивчення Залежних територій Фолклендських островів. Полярники провели зиму в 1955 році у таборі, побудованому на північ від гавані Артура (64°46′0″ пд. ш. 64°4′0″ зх. д. / 64.76667° пд. ш. 64.06667° зх. д.) на острові Антверпен.
Дослідженням хребта займаються науковці американської антарктичної станції «Палмер», яка була побудована у 1968 році.

## Гори Хребта Троян
- Франсе (гора) — висота 2760 м, координати 64°38′0″ пд. ш. 63°27′0″ зх. д. / 64.63333° пд. ш. 63.45000° зх. д.

Вперше її побачили учасники Бельгійської антарктичної експедиції, які досліджували південно-східне узбережжя острова в 1898 р. А пізніше був досліджений Французькою антарктичною експедицією у 1903—1905, під командуванням Жана Батиста Шарко, який назвав її на честь трищоглового експедиційного корабля «Француз».
- Гора Гектор — висота 2225 м, координати 64°36′0″ пд. ш. 63°25′0″ зх. д. / 64.60000° пд. ш. 63.41667° зх. д.

Знаходиться у південній частині хребта Троян. Обстежена FIDS у 1955 році. Названа Великою Британією на честь Гектора, сина Пріама, головного командувача Троянською та союзними арміями проти ахейців у поемі «Іліада» Гомера.
- Гора Пріам — висота 1980 м, координати 64°34′0″ пд. ш. 63°24′0″ зх. д. / 64.56667° пд. ш. 63.40000° зх. д.

Знаходиться у центральній частині хребта Троян за 4 милі на північ від гори Франсуа. Вона рівнинна і засніжена, обстежена у 1955 році. Гора була названа Комітетом з антарктичних назв Великої Британії на честь царя Трої Пріама.